# Сихово
Сихово (пол. Sychowo) — село в Польщі, у гміні Люзіно Вейгеровського повіту Поморського воєводства.
Населення — 273 особи (2011).
У 1975-1998 роках село належало до Гданського воєводства.

## Демографія
Демографічна структура станом на 31 березня 2011 року:
|          | Загалом | Допрацездатний вік | Працездатний вік | Постпрацездатний вік |
| -------- | ------- | ------------------ | ---------------- | -------------------- |
| Чоловіки | 146     | 49                 | 93               | 4                    |
| Жінки    | 127     | 33                 | 81               | 13                   |
| Разом    | 273     | 82                 | 174              | 17                   |